# Bowen (Queensland)
Bowen è una cittadina costiera situata a nord-ovest dello stato del Queensland, Australia. Nel 2021 contava una popolazione di 10 015 unità.

## Geografia fisica

### Territorio
La cittadina è localizzata nella parte settentrionale dello stato del Queensland, a 20 gradi sud dall'equatore. Bowen si posiziona a metà strada tra la città di Townsville e quella di Mackay ed a 1130 chilometri dalla capitale Brisbane.
Bowen si trova su una penisola quadrata, affacciandosi a Nord, Est e Sud sul Mar dei Coralli, a Sud Est con la cittadina di Port Denison ed Edgecumbe Bay. Sulla parte occidentale invece, dove la penisola si collega con la terraferma, Bowen si affaccia sulla piana alluvionale del Fiume Don, che provvede terreni estremamente fertili e così la proliferazione di elevata attività agricola nella zona.
La Bruce Highway, o cioè la più importante statale del Queensland, non passa all'interno della cittadina, ma in una zona orientale limitrofa alla stessa (Merinda). La linea ferroviaria North Coast segue una rotta pressoché identica a quella della statale.
Nella zona occidentale di Bowen, sorge il sito naturale del Mount Aberdeen National Park, tra i più importanti parchi naturali del Queensland.

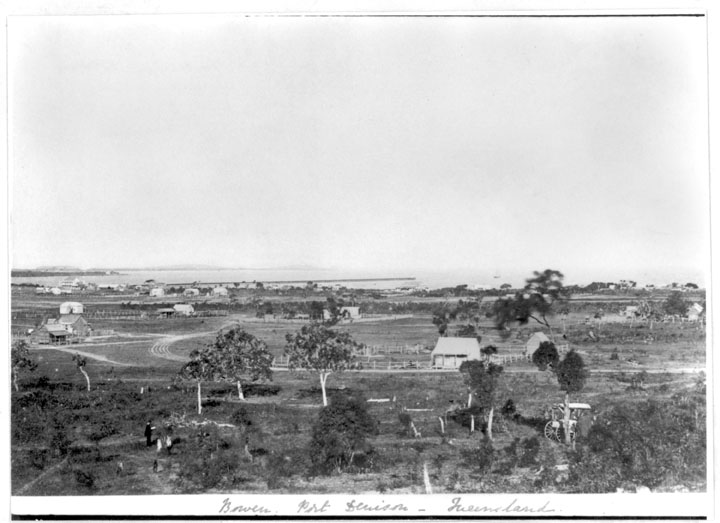
La cittadina di Bowen, 1867

### Clima
Bowen ha un clima tropicale tipico delle zone della savana, è molto più secco rispetto alle zone confinanti a causa dell'effetto dell'ombra pluviometrica causato dalla vicina Gloucester Island. Il mese più caldo risulta essere Gennaio, con una temperatura media massima di 31°, il mese più freddo è invece Luglio, con una temperatura media massima di non oltre 24° e di 13° invece durante la notte.

## Storia
Nel 1770, durante un viaggio di esplorazione lungo le coste australiane, James Cook ed il suo equipaggio furono tra i primi coloni ad avventurarsi in queste zone: rinominarono l'attuale isola di Gloucester "Cape Gloucester" salvo poi scoprire che in realtà quel promontorio era una piccola isola e che, dietro ad essa, si nascondeva un'ottima baia da adibire a porto.
Un'altra spedizione venne attuata nel 1859  dal governo coloniale del Nuovo Galles del Sud, capitanata dal comandante Henry Daniel Sinclair, con l'obiettivo di trovare qualche zona utile a Nord di Rockhampton al fine di costruire un nuovo porto. La spedizione si rivelò un successo, tante che lo stesso Sinclair annunciò di aver trovato "una delle più magnifiche baie", fondando poi la cittadina di Port Denison, in onore del governatore del Nuovo Galles del Sud, William Denison.
La vera e propria nascita di Bowen è da attribuire a George Elphinstone Dalrymple, che nel 1860, dopo essere sbarcato con la sua flotta a Port Denison, ne esplorò i territori a settentrione, scovando vicino alle rive del fiume Don, un'ottima zona, pianeggiante, abitata dagli indigeni. Quella stessa zona fu poi il luogo dove nacque l'attuale cittadina di Bowen. La costruzione della cittadina avvenne dopo molte uccisioni e ferimenti di indigeni.
Quando il territorio del Queensland completò la sua separazione dalla colonia del Nuovo Galles del Sud, la nuova cittadina venne presto considerata come la nuova capitale, ereditandone il nome dal governatore George Bowen.

## Economia
L'economia cittadina è diversificata, ma basata principalmente su agricoltura, pesca, turismo ed attività minerarie. Il clima secco e la presenza di terreni fertili portati dalla piana alluvionale favoriscono la coltivazione di vegetali e tuberi, come pomodori, meloni e peperoni. Fuori dalla zona alluvionale, si ritrovano piccoli allevamenti di bovini.
Gli impianti minerari sono principalmente situati nella parte settentrionale della città, nelle zone di Abbot Point e Collinsville e il carbone estratto viene poi venduto su mercati internazionali, acquistato soprattutto da acquirenti come India e Cina.

### Servizi
Tra i servizi principali ritroviamo:
- l'aeroporto di Bowen (Proserpine Airport), situato a Sud della cittadina, è l'aeroporto più grande ed importante della zona[5].
- La St Mary's Catholic Church, tra le principali chiese cattoliche di Bowen, parte della Diocesi Romana di Townsville[6].
- La Bowen Uniting Church, chiesa presbiteriana che offre diversi servizi alla collettività cittadina in lingua inglese, coreana e tongana[7].

### Turismo

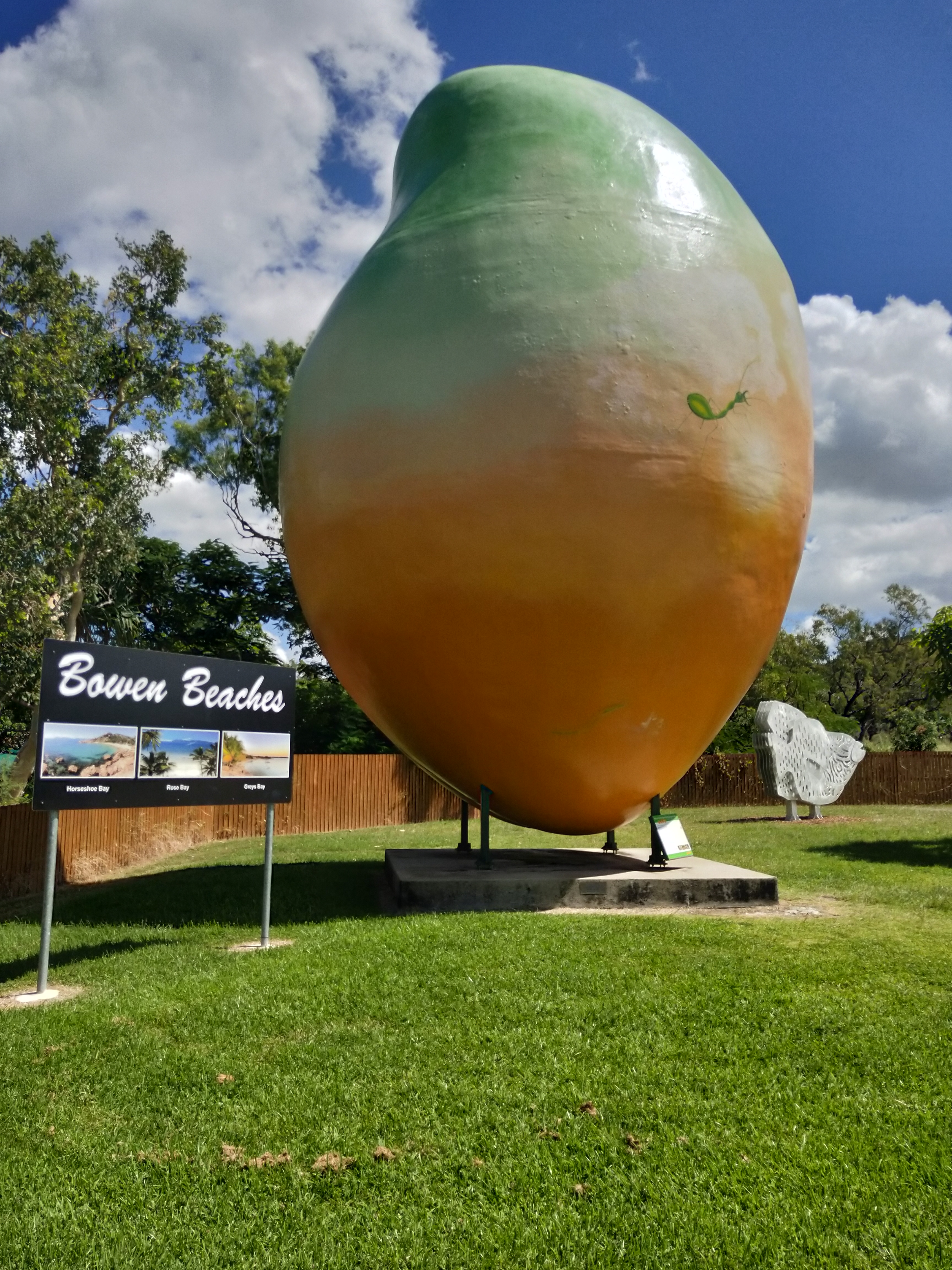
Il "Big Mango" di Bowen

Tra le attrazioni principali della cittadina di Bowen, ci sono principalmente attività riguardanti la balneazione. Il "Big Mango", è un'altra struttura d'interesse della zona: si tratta di una scultura che rappresenta un mango, alta circa 10 metri con un peso di circa 7 tonnellate ed interamente in vetroresina costruita nel 2012 con il costo di 90 000 dollari, collocata nel Bowen Tourist Information Centre.

## Amministrazione

### Gemellaggi
La cittadina di Bowen è gemellata con:
- Oseto-cho[9]